# وسائل إعلام الحزب تحمل لقب الحزب
"وسائل الإعلام التي يرعاها الحزب والحكومة يجب أن تحمل اسم عائلة الحزب" (بالصينية: 党和政府主办的媒体必须姓党)، وغالبًا ما يتم اختصارها إلى "وسائل إعلام الحزب تحمل لقب الحزب" (بالصينية: 党媒姓党)، هي عبارة وردت في خطاب أدلى به الزعيم الصيني الأعلى شي جين بينغ في عام 2016، للتأكيد على سيادة الحزب الشيوعي الصيني على وسائل الإعلام الرسمية ووسائل الإعلام الجماهيرية في الصين.

## الأصول
في ديسمبر 2015، طالب شي جين بينغ بأن تكون الصحف العسكرية موالية للحزب عندما تفقد صحيفة جيش التحرير الشعبي اليومية. 
في 19 فبراير 2016، زار شي وكالة أنباء شينخوا وغيرها من وسائل الإعلام، وخلال جولة في تلفزيون الصين المركزي، عرض المسؤولون شعارًا "لقب تلفزيون الصين المركزي هو 'الحزب'. [نحن] مخلصون تمامًا. جاهزون للتفتيش الخاص بك."  وفي وقت لاحق من اليوم، قال شي في اجتماع:
| « | ... إن وسائل الإعلام التي يديرها الحزب والحكومة هي واجهات دعائية، ولابد أن تحمل لقب الحزب. ولابد أن تعكس كل أعمال وسائل الإعلام التابعة للحزب إرادة الحزب، وأن تحافظ على سلطة الحزب، وأن تحافظ على وحدته، ولابد أن تحب الحزب، وأن تحميه، وأن تتعاون بشكل وثيق مع قيادة الحزب في الفكر والسياسة والعمل. | » |

## انتقادات

### رين تشي تشيانغ
بعد وقت قصير من زيارة شي، نشر رن زهيكيانغ، قطب العقارات وعضو الحزب الذي لديه أكثر من 30 مليون متابع على موقع ويبو، منشورًا: "منذ متى أصبحت حكومة الشعب حكومة الحزب؟ هل الأموال التي ينفقونها تأتي من اشتراكات الحزب؟ لا تستخدموا أموال دافعي الضرائب للقيام بأشياء لا تخدم دافعي الضرائب"، و"عندما تكون وسائل الإعلام مخلصة للحزب أولاً ولا تمثل مصالح الشعب، فسيتم التخلي عن الشعب في زاوية منسية".  تمت إزالة المنشور بعد ذلك بوقت قصير، وفي 22 فبراير، اتهمت وسيلة الإعلام الصينية تشيان لونغ رين بتمثيل الرأسمالية ومحاولة الإطاحة بالحزب الشيوعي الصيني.   في 28 فبراير، أمرت إدارة الفضاء الإلكتروني في الصين موقع ويبو بإغلاق حساب رين، قائلة إن رين كان ينشر "رسائل غير قانونية".  ومع ذلك، لم تتم معاقبة رين أكثر من ذلك في ذلك الوقت، وقيل إن ذلك كان مرتبطًا بالاستياء الذي كان موجودًا داخل الحزب. 

### حادثة صحيفة ساوثرن متروبوليس ديلي
في 20 فبراير 2016، نشرت صحيفة ساوثرن متروبوليس ديلي، وهي وسيلة إعلامية ذات ميول ليبرالية، كلمات شي على صفحتها الأولى مع خبر دفن يوان جينج، أحد مسؤولي الحزب الشيوعي الصيني، مما جعل الصفحة الأولى تقرأ، "وسائل الإعلام التي تحمل اسم الحزب، تعود روحها إلى البحر".   وعلى الرغم من عدم الرضا الملحوظ عن خطاب وسائل الإعلام الحزبية، قالت الصحيفة والعديد من الصحفيين إنه لم يكن متعمدًا وكان مجرد خطأ.  وبعد أيام قليلة، جاء في إعلان تم تداوله أن "التفسيرات الخبيثة عبر الإنترنت من قبل بعض الأشخاص للأخطاء الجسيمة التي ارتكبها المحررون الذين يعانون من عجز خطير في الحساسية السياسية أدت إلى حادثة توجيهية خطيرة"، وتم معاقبة ثلاثة من كبار موظفي الصحيفة، على الرغم من أن الثلاثة قالوا إنهم لم يكونوا على علم بالوضع.  في 29 مارس، أعلن يو شاولي، أحد المحررين البارزين في الصحيفة، استقالته، قائلاً إنه "لم يعد بإمكانه اتباع لقبك".  